# Phasia venturii
Phasia venturii là một loài ruồi trong họ Tachinidae.